# Ferrari Portofino
La Ferrari Portofino (nome in codice F164) è un'autovettura sportiva di tipo gran turismo con carrozzeria coupé-cabriolet prodotta dalla casa automobilistica italiana Ferrari dal 2018 al 2024.

## Nome
Le vetture gran turismo in Ferrari, come già avvenuto con la California, vengono chiamate con un nome piuttosto che con una sigla. La Portofino prende il nome dall'omonima località della costa ligure.

## Presentazione
La Ferrari Portofino è stata presentata in anteprima mondiale durante un evento esclusivo organizzato dalla casa del Cavallino nella località ligure di cui porta il nome, nelle serate del 7 e 8 settembre 2017. L'auto è stata svelata sopra una chiatta da 1500 metri quadrati ormeggiata davanti a Piazzetta del Borgo, sulla quale è stato allestito un teatro galleggiante. La vettura è comparsa da dietro uno schermo sul poetico sfondo del paese illuminato con fasci di luce rossa e il simbolo del Cavallino Rampante proiettato sul Castello Brown.
La Portofino è stata in seguito esposta a Maranello il 9 e il 10 settembre in occasione della festa per la celebrazione del 70º anniversario della Ferrari, prima della presentazione ufficiale al salone dell'automobile di Francoforte il 12 settembre.

## Stile
Realizzato dal Centro Stile Ferrari sotto la direzione di Flavio Manzoni, lo stile della Ferrari Portofino è caratterizzato dalla configurazione due volumi fastback, soluzione inedita per una coupé-cabriolet dotata di tetto rigido retrattile che ne slancia maggiormente la linea attraverso l'integrazione del tetto con la coda. Gli stilisti di Maranello si sono ispirati alla celebre 365 GTB/4 Daytona, abbandonando la soluzione a tre volumi che caratterizzava la precedente California. Sono presenti anche alcuni particolari stilistici che richiamano la 812 Superfast, come la mascherina e la forma dei fari anteriori.

### Esterno

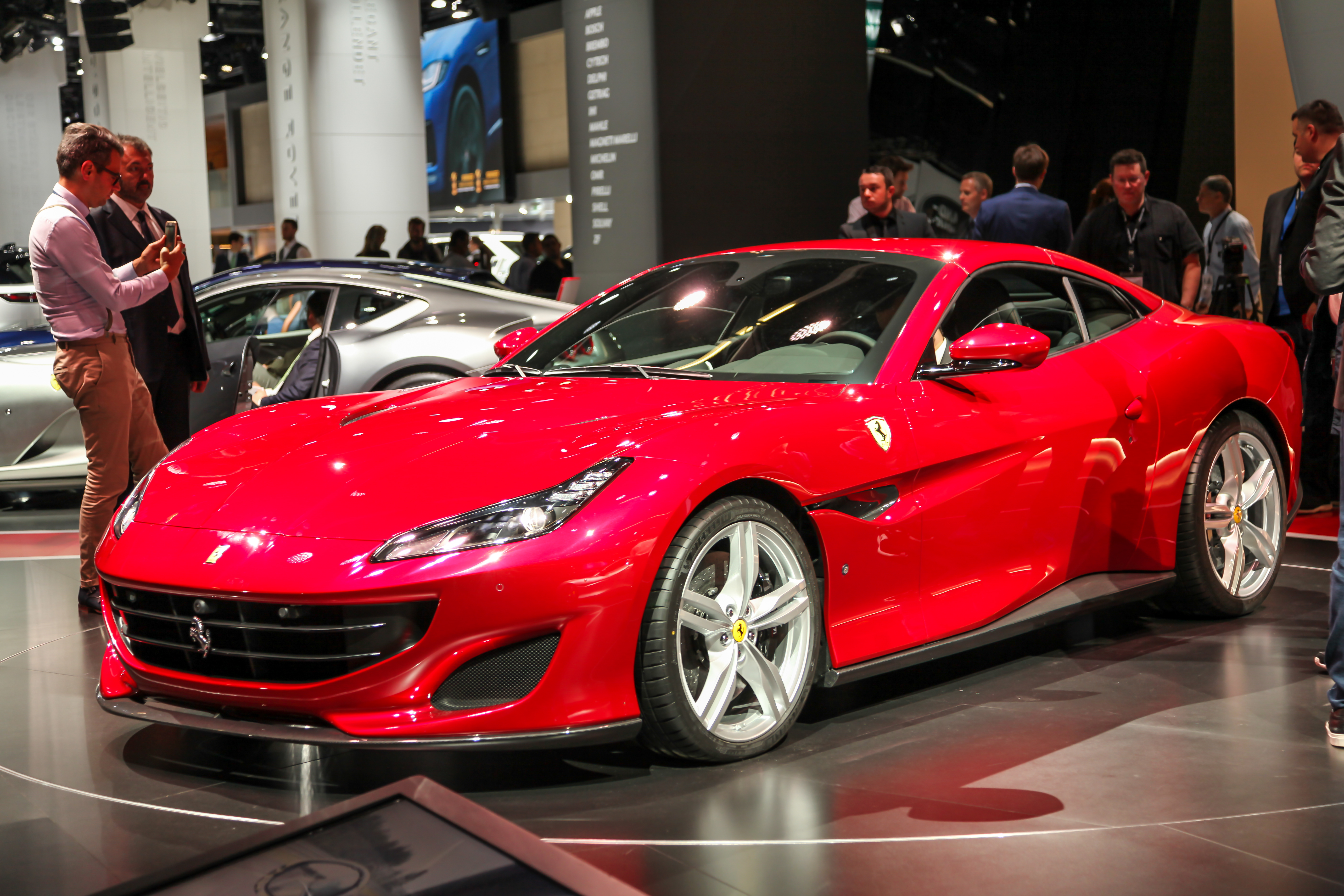
Portofino con tettuccio chiuso

Il frontale è sottolineato dai fari con tecnologica full LED dal nuovo sviluppo orizzontale che si innestano all'interno di due canali aerodinamici che creano un effetto di air curtain: i flussi d'aria vanno a lambire le ruote anteriori riducendo la resistenza della scia sulle fiancate e migliorando così il coefficiente aerodinamico della vettura. L’elemento più connotativo del frontale è l'ampia presa d'aria centrale, necessaria per il raffreddamento del motore V8 biturbo, affiancata dagli ingressi d’aria laterali degli intercooler. Ulteriori due sfoghi sono stati ricavati sul cofano per la fuoriuscita dell'aria calda dal vano motore.
Un gioco di contrapposizioni tra superfici concave e convesse genera una forte tridimensionalità della carrozzeria creando effetti di chiaroscuro che spezzano così l'ingombro percepito. Dall'estremità del cofano prende corpo un asse che corre per tutta la fiancata, sulla quale spicca una sottile linea di cintura che termina con l’inedita pinna di estrazione d’aria opportunamente posizionata per liberare la pressione dell’arco ruota anteriore.
Il layout a trimarano adottato per lo specchio di poppa è una soluzione consente di scavare le superficie al fine di meglio dissimulare il volume posteriore che ospita il tetto. I fanali, posti alle estremità e non più a bordo baule, sono fissi e comprendono tutte le funzioni nell'ottica di risparmiare peso. Il loro posizionamento ha permesso di estendere lo spoiler a vantaggio della aerodinamica della vettura.
Il tetto RHT (acronimo di Retractable Hard Top), dal disegno completamente rivisitato, può essere aperto o chiuso in 14 secondi e può essere azionato con l'auto in movimento a bassa velocità.

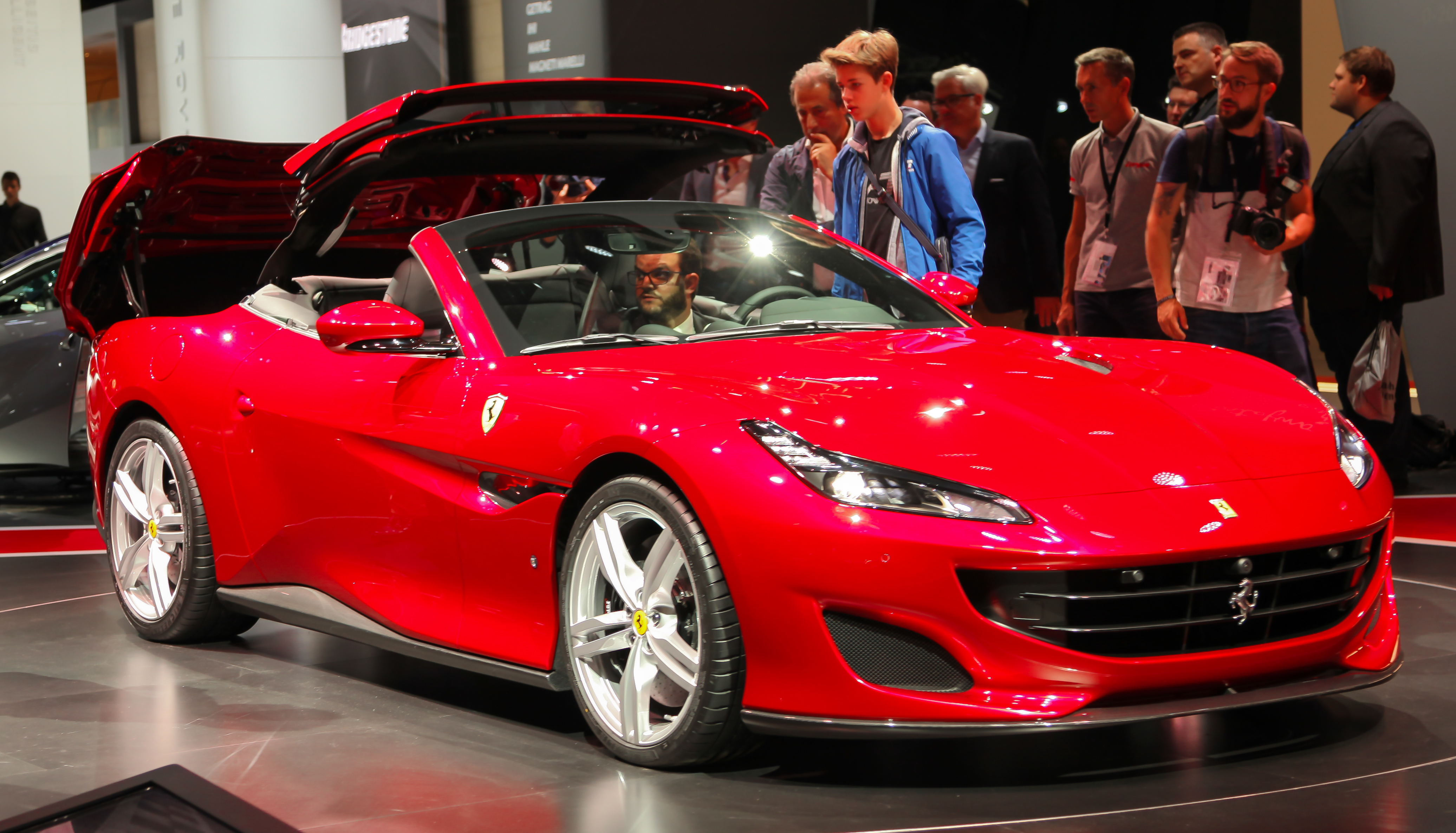
Apertura del tetto

### Interno
L'interno è simile a quello della GTC4 Lusso. La dotazione di sistemi di controllo HMI (acronimo di Human Machine Interface) della Portofino prevede un quadro strumenti dotato di doppio display TFT con al centro il contagiri analogico in asse con il volante multifunzione dotato del manettino che ha tre posizioni: comfort, sport ed esc off, con quest’ultimo setup che esclude i sistemi elettronici di controllo ed è finalizzato all'uso in pista. Il sistema di infotainment si gestisce attraverso un display touch screen da 10,2 pollici con funzionalità Apple CarPlay, posizionato al centro della plancia.
Sul tunnel trova posto il ponte con i pulsanti che permettono di inserire la retromarcia, di selezionare l’automatismo del cambio e il launch control. Al passeggero è dedicato un display capacitivo direttamente connesso al quadro principale che offre informazioni relative a velocità, regime di rotazione del motore e rapporto del cambio in uso. All'impianto multimediale si affianca il nuovo impianto di climatizzazione con una portata d’aria aumentata del 20% e più silenzioso del 50% rispetto a quello della California.

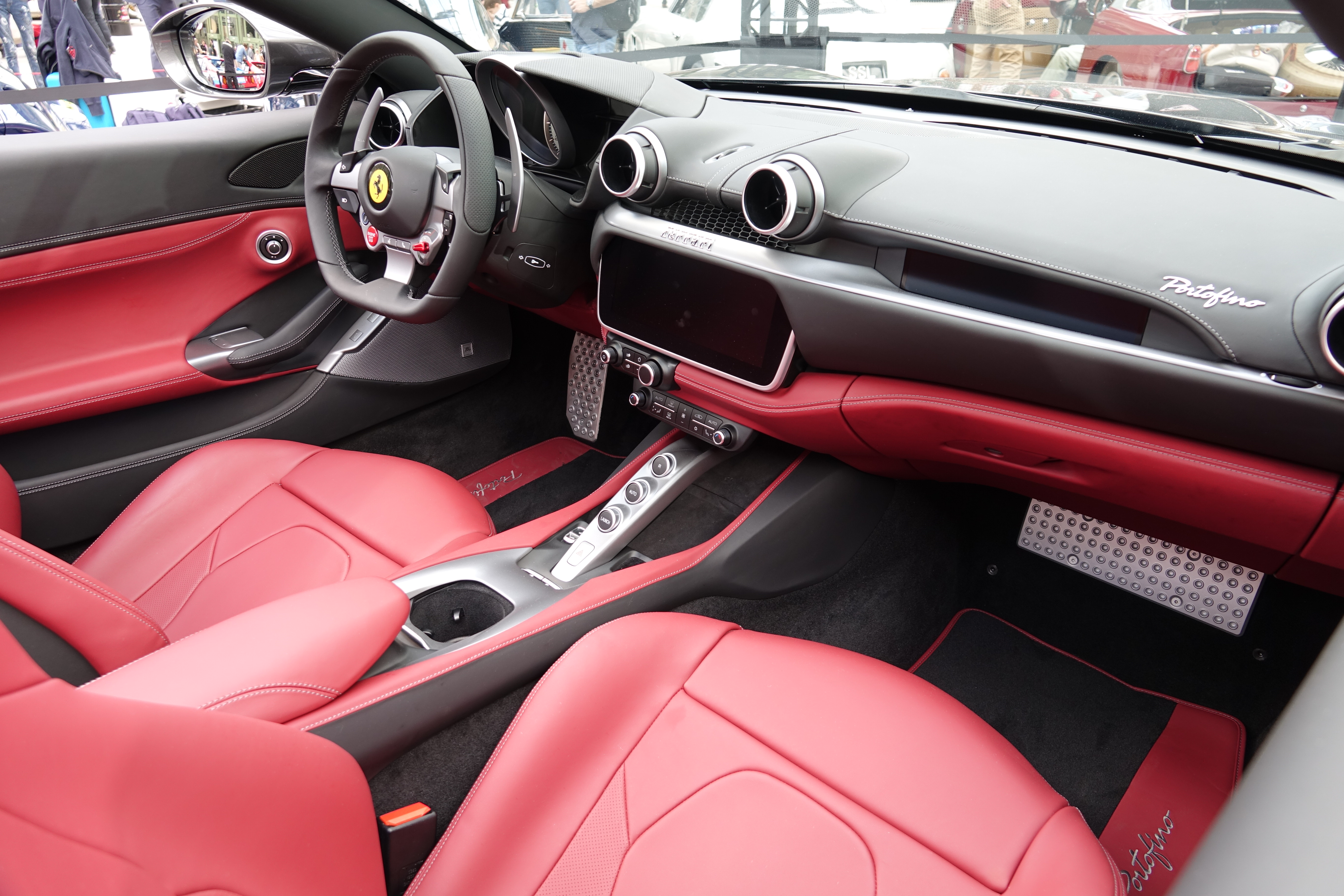
Interni

L'abitabilità posteriore è stata aumentata grazie alla struttura in magnesio dei sedili di nuova generazione, che ha consentito una determinante riduzione degli spessori. Il sedile opzionale è regolabile elettricamente a 18 vie, oltre alla regolazione longitudinale di seduta e schienale, anche l’adattamento dell’altezza e dell’inclinazione del sedile, la regolazione dei fianchetti laterali, nonché della parte centrale e lombare dello schienale. Tramite il nuovo pulsante comfort posizionato sul lato dei sedili anteriori, è possibile richiamare sullo schermo centrale le regolazioni della lunghezza della seduta, dei cuscini d’aria su seduta e schienale per il supporto laterale e per la schiena, e del riscaldamento del sedile.
La Ferrari Portofino dispone anche di un particolare nuovo deflettore che permette di attenuare del 30% il flusso dell’aria all'interno dell’abitacolo riducendo notevolmente la rumorosità durante la marcia a velocità sostenuta. Infine, grazie alla rinnovata sagomatura del bagagliaio, il bagaglio ha una capacità superiore rispetto alla California T da 292 litri.

## Caratteristiche tecniche

### Motore e trasmissione
Il motore è il V8 biturbo Ferrari F154 BE da 3855 cm³ disposto longitudinalmente all'anteriore, che fornisce una potenza di 600 CV (441 kW) a 7500 giri/min, equivalenti a 156 CV/l. Il propulsore ha 40 cavalli in più rispetto alla California T, grazie all'introduzione di nuovi componenti meccanici specifici e a una taratura dedicata dei software di gestione motore.
Le modifiche al motore includono un aumento di pressione del 10% nella camera di combustione, pistoni e bielle con una nuova geometria realizzati in lega di alluminio e condotti di aspirazione hi-tumble dalla forma specifica. Le prestazioni lungo tutto l’arco dei giri sono ottimizzate dal sistema ion-sensing, dotata di controllo della detonazione adattivo per ogni cilindro, e dalla funzionalità multi-spark. Le perdite di carico dell'impianto di aspirazione sono state ridotte tramite un nuovo percorso più diretto della linea di alta e bassa pressione, mentre l’impianto di scarico beneficia di condotti di nuovo disegno e di un nuovo collettore di scarico realizzato con una monofusione. Un ulteriore miglioramento dell’efficienza meccanica è garantito dalla pompa dell’olio a doppio livello di pressione, in grado di limitare fino al 30% la richiesta di potenza idraulica rispetto ad una pompa classica.
Il turbo lag è stato ridotto, con una risposta dell'acceleratore inferiore a un secondo, grazie all'adozione delle seguenti soluzioni tecnologiche:
- l'albero piatto, che garantisce una maggiore compattezza e contenimento delle masse e migliora la fluidodinamica;
- le turbine compatte, meno soggette alle forze d'inerzia e dotate di tecnologia twin scroll che riduce l’interferenza delle onde di scarico fra i cilindri aumentando il livello delle pulsazioni di pressione di ingresso al turbo;
- il collettore di scarico dotato di condotti di eguale misura per ottimizzare le onde di pressione nella turbina.[10]

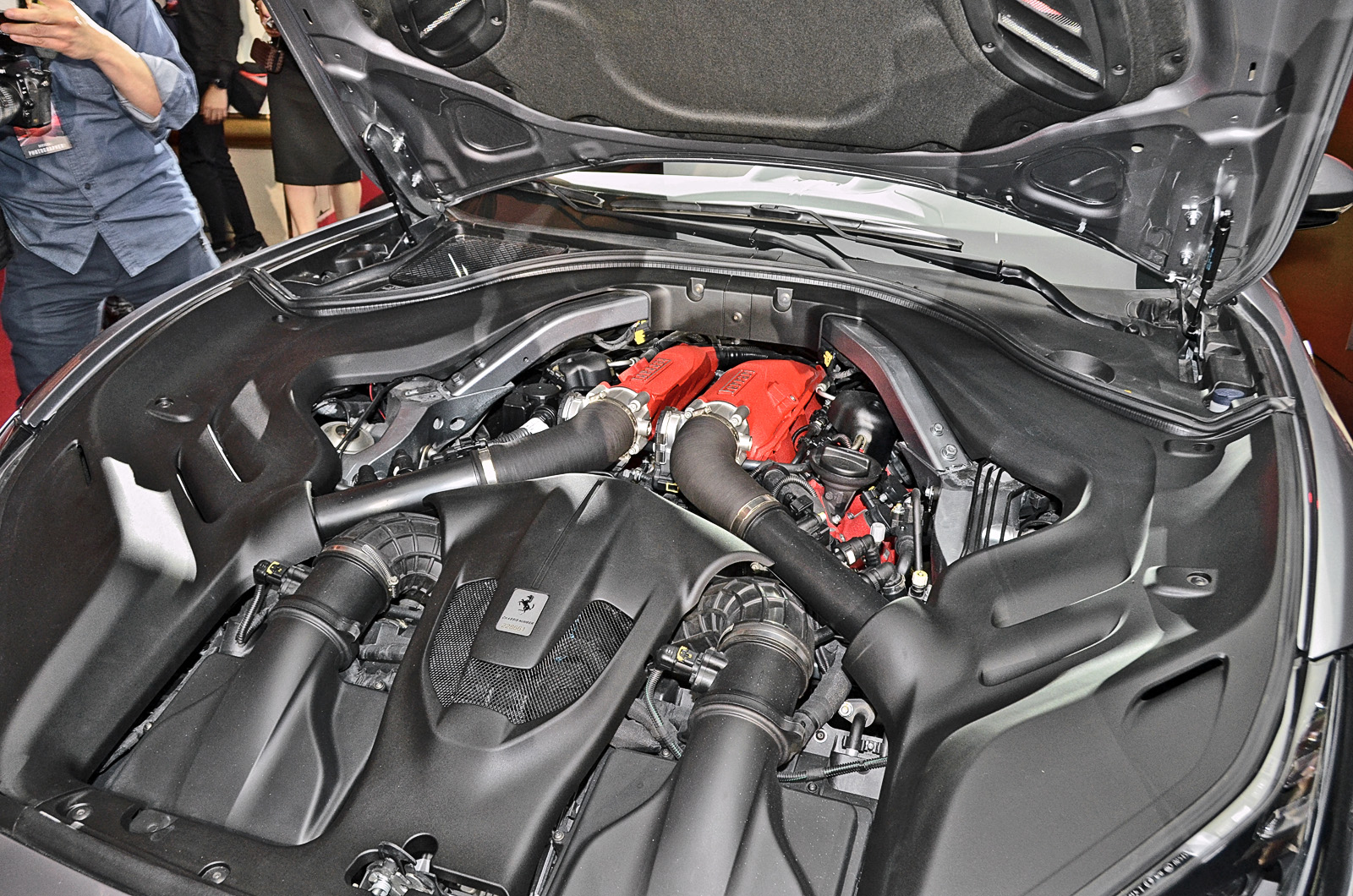
Vista del motore

L'auto mantiene la trasmissione doppia frizione F1 a 7 rapporti, ma dispone di un nuovo software di controllo sviluppato da Ferrari che varia la coppia erogata in funzione della marcia utilizzata. Al salire delle marce viene aumentata la quantità di coppia disponibile, fino a raggiungere i 760 Nm in settima marcia. Questo ha permesso da un lato di poter utilizzare nelle marce più alte dei rapporti più lunghi, utili al contenimento di consumi ed emissioni, e dall'altro di adottare curve di coppia sempre crescenti nelle marce più basse garantendo così una costante sensazione di spinta.
Il sistema di scarico è stato ottimizzato per dare alla vettura un suono specifico nelle varie situazioni di utilizzo mediante l'adozione per la prima volta di valvole bypass elettriche, che danno vantaggi in termini di precisione e velocità di attuazione.

### Telaio
Il telaio della Portofino, costituito da 12 diverse leghe di alluminio, è stato alleggerito ridisegnando e integrando maggiormente molti dei suoi componenti. Ad esempio il montante anteriore è costituito da soli due componenti, contro i 21 dei modelli precedenti. Moderne tecnologie di produzione, tra cui la più rilevante è rappresentata dalla fusione con anima che permette di creare dei pezzi cavi al loro interno, hanno permesso di realizzare delle componenti telaistische che risultano più leggere aumentando al contempo del 35% la rigidezza strutturale della scocca rispetto alla California T. La lunghezza delle saldature necessarie su scocca e telaio è stata ridotta del 30% rispetto al modello precedente, migliorando la qualità di assemblaggio.
Il risparmio di peso è stato oggetto di studio durante lo sviluppo della Portofino, gli ingegneri sono riusciti a contenere il peso del gruppo propulsore, della struttura del cruscotto, del sistema di climatizzazione e dei sistemi elettronici della vettura ottenendo un peso in ordine di marcia di 1664 kg, minore di 80 kg a confronto con la California T.

### Sospensioni ed elettronica
La dinamica veicolo è stata ottimizzata intervenendo sull'assetto con molle più rigide del 15,5% e 19% rispettivamente all'anteriore e al posteriore e adottando l’ultima evoluzione degli ammortizzatori magnetoreologici SCM-E, integrati dall’ESP Premium 9.1 per garantire maggiore comfort. Il sistema è dotato di nuovi ammortizzatori a doppio solenoide per migliorare la regolazione del campo magnetico in termini di precisione e rapidità, e di una nuova centralina di comando che implementa il controllo della dinamica verticale basato sulla frequenza degli input stradali.
L’introduzione del differenziale elettronico E-Diff 3 e dello sterzo assistito elettricamente consentono di ottenere un miglioramento della stabilità in inserimento di curva. Con l'azione combinata dei nuovi componenti è stato possibile ridurre il rapporto angolo volante/angolo ruota del 7%. È stata migliorata anche l'accelerazione in uscita grazie all'integrazione del sistema di controllo di trazione F1-Trac.

### Prestazioni e consumi
La Ferrari Portofino può accelerare da 0 a 100 km/h in 3,5 secondi e da 0 a 200 km/h in 10,8 secondi e raggiunge la velocità massima di 320 km/h. I consumi e le emissioni riferiti al ciclo WLTP sono di 11,3 l/100 km pari a 258 g/km di CO2.

## Portofino M

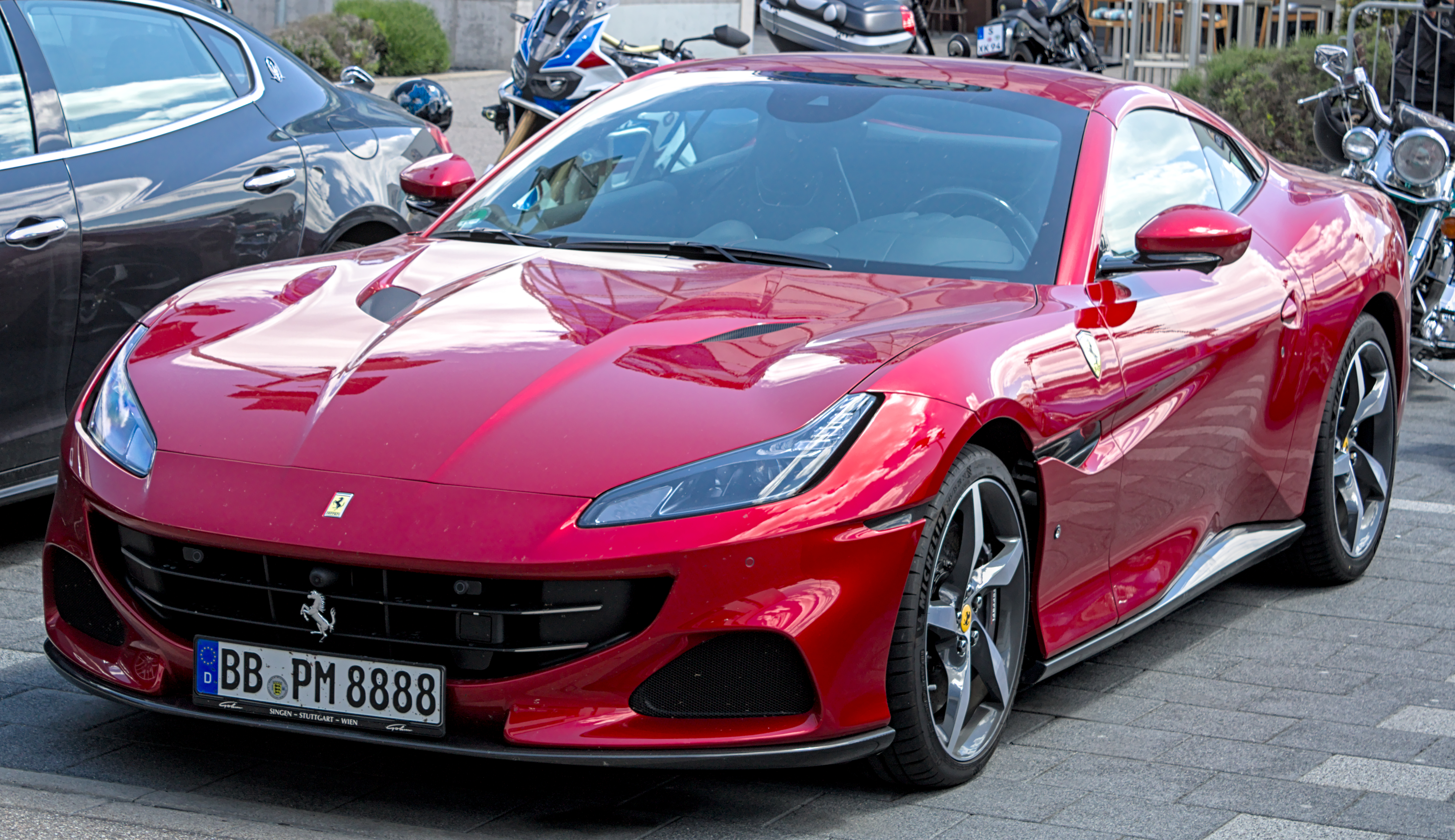
Portofino M

Nel settembre 2020, la Ferrari ha presentato la Portofino M (dove la M sta per "Modificata"), una versione rivista e aggiornata della vettura che porta in dote alcune migliorie introdotte sulla Roma. Tra queste vi sono principalmente modifiche meccaniche e agli interni, con il motore che guadagna il filtro antiparticolato e 20 CV, per una potenza totale di 620 CV, ottenuti attraverso una nuova linea di scarico, nuova gestione elettronica della velocità delle turbine e una riprofilatura degli alberi a camme. Nuovo è anche il cambio automatico Getrag a 8 rapporti ripreso sempre dalla Roma e dalla SF90 Stradale, più leggero di 6 kg rispetto al 7 marce. Queste modifiche hanno reso possibile l'omologazione alle normative Euro 6D e di ridurre di un secondo il tempo nello 0–200 km/h passando da 10”8 a 9”8.
A livello estetico ci sono cambiamenti di dettaglio alla carrozzeria e agli interni, con nuovi paraurti posteriori, terminali di scarico e fascione anteriore con prese d'aria maggiorate. All'interno ci sono nuovi sedili, un nuovo sistema multimediale che integra Apple Car Play e Android Auto. A cambiare è anche la gestione elettronica della vettura, con il manettino sul volante che integra nuove modalità di guida tra cui una chiamata "Race" e l'introduzione di nuovi sistemi ADAS di aiuti alla guida.

## Scheda tecnica
| Caratteristiche tecniche - Ferrari Portofino            | Caratteristiche tecniche - Ferrari Portofino                                                                     | Caratteristiche tecniche - Ferrari Portofino                                                                     | Caratteristiche tecniche - Ferrari Portofino                                                                     | Caratteristiche tecniche - Ferrari Portofino                                                                     | Caratteristiche tecniche - Ferrari Portofino                                                                     |
| ------------------------------------------------------- | --- | --- | --- | --- | --- |
|                                                         | | | | | |
| Configurazione                                          | | | | | |
| Carrozzeria: Coupé-Cabriolet                            | Carrozzeria: Coupé-Cabriolet                                                                                     | Posizione motore: anteriore                                                                                      | Posizione motore: anteriore                                                                                      | Trazione: posteriore                                                                                             | Trazione: posteriore                                                                                             |
| Dimensioni e pesi                                       | | | | | |
| Ingombri (lungh.×largh.×alt. in mm): 4586 × 1938 × 1318 | Ingombri (lungh.×largh.×alt. in mm): 4586 × 1938 × 1318                                                          | Ingombri (lungh.×largh.×alt. in mm): 4586 × 1938 × 1318                                                          | Ingombri (lungh.×largh.×alt. in mm): 4586 × 1938 × 1318                                                          | Diametro minimo sterzata:                                                                                        | Diametro minimo sterzata:                                                                                        |
| Interasse: 2670 mm                                      | Interasse: 2670 mm                                                                                               | Carreggiate: anteriore 1633 - posteriore 1635 mm                                                                 | Carreggiate: anteriore 1633 - posteriore 1635 mm                                                                 | Altezza minima da terra:                                                                                         | Altezza minima da terra:                                                                                         |
| Posti totali: 2 + 2                                     | Posti totali: 2 + 2                                                                                              | Bagagliaio: 292 l                                                                                                | Bagagliaio: 292 l                                                                                                | Serbatoio: 80 l                                                                                                  | Serbatoio: 80 l                                                                                                  |
| Masse                                                   | a vuoto: 1545 kg / in ordine di marcia: 1664 kg                                                                  | a vuoto: 1545 kg / in ordine di marcia: 1664 kg                                                                  | a vuoto: 1545 kg / in ordine di marcia: 1664 kg                                                                  | a vuoto: 1545 kg / in ordine di marcia: 1664 kg                                                                  | a vuoto: 1545 kg / in ordine di marcia: 1664 kg                                                                  |
| Meccanica                                               | | | | | |
| Tipo motore: V8 a 90° bi-turbo                          | Tipo motore: V8 a 90° bi-turbo                                                                                   | Tipo motore: V8 a 90° bi-turbo                                                                                   | Cilindrata: 3855 cm³                                                                                             | Cilindrata: 3855 cm³                                                                                             | Cilindrata: 3855 cm³                                                                                             |
| Distribuzione: bialbero con 4 valvole per cilindro      | Distribuzione: bialbero con 4 valvole per cilindro                                                               | Distribuzione: bialbero con 4 valvole per cilindro                                                               | Alimentazione: iniezione diretta                                                                                 | Alimentazione: iniezione diretta                                                                                 | Alimentazione: iniezione diretta                                                                                 |
| Prestazioni motore                                      | Potenza: 600 CV a 7500 giri/minuto / Coppia: 760 N·m da 3000 a 5250 giri/minuto                                  | Potenza: 600 CV a 7500 giri/minuto / Coppia: 760 N·m da 3000 a 5250 giri/minuto                                  | Potenza: 600 CV a 7500 giri/minuto / Coppia: 760 N·m da 3000 a 5250 giri/minuto                                  | Potenza: 600 CV a 7500 giri/minuto / Coppia: 760 N·m da 3000 a 5250 giri/minuto                                  | Potenza: 600 CV a 7500 giri/minuto / Coppia: 760 N·m da 3000 a 5250 giri/minuto                                  |
| Accensione: elettronica                                 | Accensione: elettronica                                                                                          | Accensione: elettronica                                                                                          | Impianto elettrico:                                                                                              | Impianto elettrico:                                                                                              | Impianto elettrico:                                                                                              |
| Frizione: doppia                                        | Frizione: doppia                                                                                                 | Frizione: doppia                                                                                                 | Cambio: automatico Getrag a 7 rapporti                                                                           | Cambio: automatico Getrag a 7 rapporti                                                                           | Cambio: automatico Getrag a 7 rapporti                                                                           |
| Telaio                                                  | | | | | |
| Corpo vettura                                           | monoscocca alluminio                                                                                             | monoscocca alluminio                                                                                             | monoscocca alluminio                                                                                             | monoscocca alluminio                                                                                             | monoscocca alluminio                                                                                             |
| Sterzo                                                  | cremagliera con servoassistenza elettronica                                                                      | cremagliera con servoassistenza elettronica                                                                      | cremagliera con servoassistenza elettronica                                                                      | cremagliera con servoassistenza elettronica                                                                      | cremagliera con servoassistenza elettronica                                                                      |
| Sospensioni                                             | anteriori: ammortizzatori a controllo magnetoreologico / posteriori: ammortizzatori a controllo magnetoreologico | anteriori: ammortizzatori a controllo magnetoreologico / posteriori: ammortizzatori a controllo magnetoreologico | anteriori: ammortizzatori a controllo magnetoreologico / posteriori: ammortizzatori a controllo magnetoreologico | anteriori: ammortizzatori a controllo magnetoreologico / posteriori: ammortizzatori a controllo magnetoreologico | anteriori: ammortizzatori a controllo magnetoreologico / posteriori: ammortizzatori a controllo magnetoreologico |
| Freni                                                   | anteriori: 390 x 34 mm / posteriori: 360 x 32 mm                                                                 | anteriori: 390 x 34 mm / posteriori: 360 x 32 mm                                                                 | anteriori: 390 x 34 mm / posteriori: 360 x 32 mm                                                                 | anteriori: 390 x 34 mm / posteriori: 360 x 32 mm                                                                 | anteriori: 390 x 34 mm / posteriori: 360 x 32 mm                                                                 |
| Pneumatici                                              | anteriori 245/35 ZR 20 8.0 J, posteriori 285/35 ZR 20 10.0 J / Cerchi: 20 pollici in lega leggera                | anteriori 245/35 ZR 20 8.0 J, posteriori 285/35 ZR 20 10.0 J / Cerchi: 20 pollici in lega leggera                | anteriori 245/35 ZR 20 8.0 J, posteriori 285/35 ZR 20 10.0 J / Cerchi: 20 pollici in lega leggera                | anteriori 245/35 ZR 20 8.0 J, posteriori 285/35 ZR 20 10.0 J / Cerchi: 20 pollici in lega leggera                | anteriori 245/35 ZR 20 8.0 J, posteriori 285/35 ZR 20 10.0 J / Cerchi: 20 pollici in lega leggera                |
| Prestazioni dichiarate                                  | | | | | |
| Velocità: 320 km/h                                      | Velocità: 320 km/h                                                                                               | Velocità: 320 km/h                                                                                               | Accelerazione: 0-100 km/h in 3,5 s                                                                               | Accelerazione: 0-100 km/h in 3,5 s                                                                               | Accelerazione: 0-100 km/h in 3,5 s                                                                               |
| Consumi                                                 | 11,3 l/100km | 11,3 l/100km | 11,3 l/100km | 11,3 l/100km | 11,3 l/100km |
| Omologazione: ciclo WLTP                                | Omologazione: ciclo WLTP                                                                                         | Omologazione: ciclo WLTP                                                                                         | Emissioni CO2: 258 g/km                                                                                          | Emissioni CO2: 258 g/km                                                                                          | Emissioni CO2: 258 g/km                                                                                          |
| Altro                                                   | | | | | |
| Coefficiente di resistenza aerodinamica                 | 0,312 | 0,312 | 0,312 | 0,312 | 0,312 |
| Distribuzione dei pesi                                  | 46-54% anteriore/posteriore                                                                                      | 46-54% anteriore/posteriore                                                                                      | 46-54% anteriore/posteriore                                                                                      | 46-54% anteriore/posteriore                                                                                      | 46-54% anteriore/posteriore                                                                                      |
| Fonte dei dati: portofino.ferrari.com.                  | | | | | |

| Caratteristiche tecniche - Ferrari Portofino M                                       | Caratteristiche tecniche - Ferrari Portofino M                                                                   | Caratteristiche tecniche - Ferrari Portofino M                                                                   | Caratteristiche tecniche - Ferrari Portofino M                                                                   | Caratteristiche tecniche - Ferrari Portofino M                                                                   | Caratteristiche tecniche - Ferrari Portofino M                                                                   |
| ------------------------------------------------------------------------------------ | --- | --- | --- | --- | --- |
|                                                                                      | | | | | |
| Configurazione                                                                       | | | | | |
| Carrozzeria: Coupé-Cabriolet                                                         | Carrozzeria: Coupé-Cabriolet                                                                                     | Posizione motore: anteriore                                                                                      | Posizione motore: anteriore                                                                                      | Trazione: posteriore                                                                                             | Trazione: posteriore                                                                                             |
| Dimensioni e pesi                                                                    | | | | | |
| Ingombri (lungh.×largh.×alt. in mm): 4594 × 1938 × 1318                              | Ingombri (lungh.×largh.×alt. in mm): 4594 × 1938 × 1318                                                          | Ingombri (lungh.×largh.×alt. in mm): 4594 × 1938 × 1318                                                          | Ingombri (lungh.×largh.×alt. in mm): 4594 × 1938 × 1318                                                          | Diametro minimo sterzata:                                                                                        | Diametro minimo sterzata:                                                                                        |
| Interasse: 2670 mm                                                                   | Interasse: 2670 mm                                                                                               | Carreggiate: anteriore 1633 - posteriore 1635 mm                                                                 | Carreggiate: anteriore 1633 - posteriore 1635 mm                                                                 | Altezza minima da terra:                                                                                         | Altezza minima da terra:                                                                                         |
| Posti totali: 2 + 2                                                                  | Posti totali: 2 + 2                                                                                              | Bagagliaio: 292 l                                                                                                | Bagagliaio: 292 l                                                                                                | Serbatoio: 80 l                                                                                                  | Serbatoio: 80 l                                                                                                  |
| Masse                                                                                | a vuoto: 1545 kg / in ordine di marcia: 1664 kg                                                                  | a vuoto: 1545 kg / in ordine di marcia: 1664 kg                                                                  | a vuoto: 1545 kg / in ordine di marcia: 1664 kg                                                                  | a vuoto: 1545 kg / in ordine di marcia: 1664 kg                                                                  | a vuoto: 1545 kg / in ordine di marcia: 1664 kg                                                                  |
| Meccanica                                                                            | | | | | |
| Tipo motore: V8 a 90° bi-turbo                                                       | Tipo motore: V8 a 90° bi-turbo                                                                                   | Tipo motore: V8 a 90° bi-turbo                                                                                   | Cilindrata: 3855 cm³                                                                                             | Cilindrata: 3855 cm³                                                                                             | Cilindrata: 3855 cm³                                                                                             |
| Distribuzione: bialbero con 4 valvole per cilindro                                   | Distribuzione: bialbero con 4 valvole per cilindro                                                               | Distribuzione: bialbero con 4 valvole per cilindro                                                               | Alimentazione: iniezione diretta                                                                                 | Alimentazione: iniezione diretta                                                                                 | Alimentazione: iniezione diretta                                                                                 |
| Prestazioni motore                                                                   | Potenza: 620 CV a 5750-7500 giri/minuto / Coppia: 760 N·m da 3000 a 5750 giri/minuto                             | Potenza: 620 CV a 5750-7500 giri/minuto / Coppia: 760 N·m da 3000 a 5750 giri/minuto                             | Potenza: 620 CV a 5750-7500 giri/minuto / Coppia: 760 N·m da 3000 a 5750 giri/minuto                             | Potenza: 620 CV a 5750-7500 giri/minuto / Coppia: 760 N·m da 3000 a 5750 giri/minuto                             | Potenza: 620 CV a 5750-7500 giri/minuto / Coppia: 760 N·m da 3000 a 5750 giri/minuto                             |
| Accensione: elettronica                                                              | Accensione: elettronica                                                                                          | Accensione: elettronica                                                                                          | Impianto elettrico:                                                                                              | Impianto elettrico:                                                                                              | Impianto elettrico:                                                                                              |
| Frizione: doppia                                                                     | Frizione: doppia                                                                                                 | Frizione: doppia                                                                                                 | Cambio: automatico a 8 rapporti                                                                                  | Cambio: automatico a 8 rapporti                                                                                  | Cambio: automatico a 8 rapporti                                                                                  |
| Telaio                                                                               | | | | | |
| Corpo vettura                                                                        | monoscocca alluminio                                                                                             | monoscocca alluminio                                                                                             | monoscocca alluminio                                                                                             | monoscocca alluminio                                                                                             | monoscocca alluminio                                                                                             |
| Sterzo                                                                               | cremagliera con servoassistenza elettronica                                                                      | cremagliera con servoassistenza elettronica                                                                      | cremagliera con servoassistenza elettronica                                                                      | cremagliera con servoassistenza elettronica                                                                      | cremagliera con servoassistenza elettronica                                                                      |
| Sospensioni                                                                          | anteriori: ammortizzatori a controllo magnetoreologico / posteriori: ammortizzatori a controllo magnetoreologico | anteriori: ammortizzatori a controllo magnetoreologico / posteriori: ammortizzatori a controllo magnetoreologico | anteriori: ammortizzatori a controllo magnetoreologico / posteriori: ammortizzatori a controllo magnetoreologico | anteriori: ammortizzatori a controllo magnetoreologico / posteriori: ammortizzatori a controllo magnetoreologico | anteriori: ammortizzatori a controllo magnetoreologico / posteriori: ammortizzatori a controllo magnetoreologico |
| Freni                                                                                | anteriori: 390 x 34 mm / posteriori: 360 x 32 mm                                                                 | anteriori: 390 x 34 mm / posteriori: 360 x 32 mm                                                                 | anteriori: 390 x 34 mm / posteriori: 360 x 32 mm                                                                 | anteriori: 390 x 34 mm / posteriori: 360 x 32 mm                                                                 | anteriori: 390 x 34 mm / posteriori: 360 x 32 mm                                                                 |
| Pneumatici                                                                           | anteriori 245/35 ZR 20 8.0 J, posteriori 285/35 ZR 20 10.0 J / Cerchi: 20 pollici in lega leggera                | anteriori 245/35 ZR 20 8.0 J, posteriori 285/35 ZR 20 10.0 J / Cerchi: 20 pollici in lega leggera                | anteriori 245/35 ZR 20 8.0 J, posteriori 285/35 ZR 20 10.0 J / Cerchi: 20 pollici in lega leggera                | anteriori 245/35 ZR 20 8.0 J, posteriori 285/35 ZR 20 10.0 J / Cerchi: 20 pollici in lega leggera                | anteriori 245/35 ZR 20 8.0 J, posteriori 285/35 ZR 20 10.0 J / Cerchi: 20 pollici in lega leggera                |
| Prestazioni dichiarate                                                               | | | | | |
| Velocità: 320 km/h                                                                   | Velocità: 320 km/h                                                                                               | Velocità: 320 km/h                                                                                               | Accelerazione: 0-100 km/h in 3,45 s                                                                              | Accelerazione: 0-100 km/h in 3,45 s                                                                              | Accelerazione: 0-100 km/h in 3,45 s                                                                              |
| Consumi                                                                              | 11,0 l/100km | 11,0 l/100km | 11,0 l/100km | 11,0 l/100km | 11,0 l/100km |
| Omologazione: ciclo WLTP                                                             | Omologazione: ciclo WLTP                                                                                         | Omologazione: ciclo WLTP                                                                                         | Emissioni CO2: 246 g/km (Euro6 D)                                                                                | Emissioni CO2: 246 g/km (Euro6 D)                                                                                | Emissioni CO2: 246 g/km (Euro6 D)                                                                                |
| Altro                                                                                | | | | | |
| Coefficiente di resistenza aerodinamica                                              | 0,312 | 0,312 | 0,312 | 0,312 | 0,312 |
| Distribuzione dei pesi                                                               | 46-54% anteriore/posteriore                                                                                      | 46-54% anteriore/posteriore                                                                                      | 46-54% anteriore/posteriore                                                                                      | 46-54% anteriore/posteriore                                                                                      | 46-54% anteriore/posteriore                                                                                      |
| Fonte dei dati: ferrari.com, https://www.ferrari.com/it-IT/auto/ferrari-portofino-m. | | | | | |

## Riconoscimenti
Il 9 luglio 2018, nel corso della cerimonia di consegna dei riconoscimenti presso il teatro Aalto di Essen in Germania, la Ferrari ha ricevuto per il quarto anno consecutivo il premio Red Dot: Best of the Best nella categoria design del prodotto per la Portofino. La Ferrari Portofino si è inoltre aggiudicata il premio di Auto Europa 2019 nella categoria supercar con 371 voti, davanti alla Alpine A110 (299 preferenze) e alla McLaren 570S (182 voti).